# Obhodnica
Obhódnica je planinska pot, ki smiselno povezuje določene postojanke in vrhove med seboj. Predstavljajo nekatere najbolj znane in obiskane poti po Sloveniji. So dobro opisane v vodnikih in vsebujejo štiri tipe točk: planinsko postojanko, vrh, začetno ali vmesno točko in krajevno znamenitost.

## Definicija
Obhodnica je planinska vezna, krožna ali točkovna pot, ki je vpisana v javno evidenco o planinskih poti in izpolnjuje vse v nadaljevanju naštete pogoje:
- Je speljana v celoti, večinoma ali samo delno po ozemlju Republike Slovenije.
- Obhodnica ima svojega skrbnika, ki je planinsko društvo ali katera druga oblika organiziranosti znotraj PZS, ki izpolnjuje pogoje za skrbnika.
- Obhodnica je brezpogojno odprta za javnost. Po njej lahko hodi vsakdo, seveda na lastno odgovornost.
- Čas in vrstni red obhoda sta praviloma nepomembna, kar pomeni, da lahko pohodnik začne hoditi kadarkoli in kjerkoli.

Dokončanje poti je časovno neomejeno, kar pomeni, da lahko pohodnik opravi pot v enem dnevu ali več letih oziroma desetletjih.
Obhodnica mora imeti svoj dnevnik. Če pohodnik zadosti predpisanim pogojem in odtisne predpisane žige v dnevnik, prejme posebno priznanje. Za prejem priznanja zadostuje že enkraten obhod. Za vsak nadaljnji obhod prejme obhodnik enako ali priznanje višje stopnje.
Skrbnik vodi evidenco o potrjenih dnevnikih in podeljenih priznanjih.

## Seznam obhodnic
| zap. | Ime obhodnice                                                | Število odsekov | Dolžina km | Datum odprtja                        | Seznam kontrolnih točk | Oznaka     |
| ---- | ------------------------------------------------------------ | --------------- | ---------- | ------------------------------------ | --- | ---------- |
| 1    | Bračičeva planinska pot                                      | 2               | 44         | 21.5.2011                            | Cirkulane 56, Gruškovski hum, Paradiž 60, Slatina, Gradišča, Dolane, Veliki vrh, Cirkulane 56 | KM         |
| 2    | Brežiška planinska pot                                       | 1               | 18         | 20.5.1984                            | Brežice Rimska cesta 31, Veliki Cirnik, Globočice 8 | KM         |
| 3    | Domžalska pot spominov                                       | 4               | 93         | 23.5.1980                            | Domžale, Tabor, Sv. Trojica, Murovica, Katarija, Moravče, Hrastnik, Limbarska gora, Golčaj, Trojane, Špilk, Češnjice, Trnovče, Rudnik, Radomlje, Preserje, Mengeš, Rašica, Trzin, Domžale | KM         |
| 4    | Evropska pešpot E6                                           | 71              | 385        | 24.5.1975                            | Ciglarjeva pot od Drave do Jadrana | -          |
| 5    | Evropska pešpot E7                                           | 20              | 676        | 12.9.1986                            | Naprudnikova pot od Soče do Mure | -          |
| 6    | Haloška planinska pot                                        | 3               | 70         | 11.9.1983                            | Grad Borl, Hrastovec - Kmetija Vuzem, Cirkulane 6, Gradišča -Kmetija Emeršič, Dravinjski vrh - Kmetija Koletnik, Podlehnik - Dežno pri Podlehniku 6A, Janški vrh - Domačija Rodošek, Jelovice - Kmetija Novina, Kupčinji vrh - Kmetija Bedenik, Rudijev dom na Donački gori | KM*HP      |
| 7    | Idrijsko-Cerkljanska planinska pot                           | 8               | 184        | 9.9.1979 preurejena                  | Šebrelje, Jagršce, Jelenk, Šturmovec, Hudournik (Medved, Vojsko 80), Vojsko, Tratnik, Hleviše, Čelkov vrh, Javornik, Koševnik, Zagodov vrh, Sivka, Masore, Bevkov vrh, Škofje, Cerkno, Labinje, Partizanska bolnišnica Franja, Robidensko brdo, Črni vrh, Porezen, Jesenica, Zakojca, Kojca, Kamplc (neobvezen žig) | KM         |
| 8    | Jakobova pot                                                 | 50              | 286        | -                                    | Na slovenskem ozemlju poteka Jakobova pot od Slovenske vasi do Trsta in Šentilja, Maribora, po Koroškem v Avstrijo | KM         |
| 9    | Jurčičeva pot                                                | 4               | 16         | 1994                                 | 1. etapa: Železniška postaja Višnja Gora, Stari grad nad Višnjo Goro, Pristava, Zavrtače vas, Hotel na Polževem in gotska cerkev sv. Duha, Male vrhe, Razvaline gradu Roje, Kmetija Kaščar (blizu razvalin gradu Kravjek, nekoč Weineck ali pot mimo ribnika Laškovec, Cerkev z grobom viteza Foedransberga, Oslica, Jurčičeva domačija na Muljavi; 2. etapa: Muljava, Potok, Lovska koča, Znojile, Trebnja Gorica, Krška jama (izvir reke Krke), Gradiček, Krka | KM         |
| 10   | Klub 24                                                      | 39              | 101        | -                                    | Pot se povzpne na pet najvišjih vrhov v okolici Črne na Koroškem in sicer na Uršljo goro (1699m), Smrekovec (1577m), Raduho (2062m), Olševo (1930m) in Peco (2125m). Član Kluba 24 lahko postanete, če 80 km dolgo pot premagate v manj kot 24 urah. | KM         |
| 11   | Koroška planinska pot                                        | 71              | 231        | 16.6.1968                            | 31 kontrolnih točk: Šteharski vrh, Sveti Križ pri Dravogradu, Sveti Križ pri Dravogradu, Planinsko zavetišče pri Knezu, Bricnik, Kapunar, Kapunar, Sršenov vrh, Ožbalt elektrarna, Rdeči breg, Koča Pesnik, Ribniška koča, Črni vrh, Grmovškov dom, Dom Planinc, Koča na Kremžarjevem vrhu, Poštarski dom pod Plešivcem, Dom na Uršlji gori - Uršlja gora, Andrejev dom na Slemenu, Dom na Smrekovcu, Koča na Loki, Velika Raduha, Koča na Grohatu, ... | KM+K       |
| 12   | Krpanova pot                                                 | 6               | 26         | -                                    | Krpanova pot nas vodi mimo dvajsetih posebej označenih znamenitosti naravne in kulturne dediščine (domnevna domačija Martina Krpana (ti. Fajglova kmetija), 150 let stara pajštaba (sušilnica sadja), nizko barje ob Bloščici, cerkvice, skozi vasice, itd.) | KM         |
| 13   | Lačna - Mlini - Lačna                                        | 1               | 20         | -                                    | Gračišče, Krog, Lačna, Sv. Kirik, Ščukovec, Veli Badin, Veliki Gradež, Vrh križa | KM         |
| 14   | Levstikova pot                                               | 3               | 21         | 1987                                 | Litija, Šmartno pti Litiji, Moravče, Čatež | -          |
| 15   | Loška planinska pot                                          | 62              | 189        | 25.3.1973                            | Osovnik, Tošč, Črni vrh, Suhi dol, Smrečje, Vrh nad Rovtami, Goropeke, Vrsnik, Ledine, Sivka, Bevkov vrh, Kladje, Ermanovec, Slajka, Hotavlje, Malenski vrh, Mladi vrh, Koprivnik, Blegoš, Davča, Porezen, Sorica, Lajnar, Ratitovec, Prtovč, Dražgoše, Mohor, Čepulje, Križna gora, Sv. Tomaž, Lubnik, Škofja Loka | KM+L       |
| 16   | Loško-zbelovska planinska pot                                | 2               | 22         | 2000                                 | Loče, Mlače, Lovnik, Ostrožno pri Ločah, Kraberk, Klokočovnik | KM         |
| 17   | Mala Kočevska planinska pot                                  | 3               | 70         | 3.10.1998                            | Koča pri Jelenovem studencu, Mestni vrh, Fridrihštajn, Livoldski vrh, Štalcerji, Žaga, Kostel, Orlek, Kuželjska stena, Borič, Krempa, Borovec, Lovski dom koče, Nagelbihl | KM         |
| 18   | Martinova pot                                                | 2               | 27         | 9.11.2002                            | Gostišče Malus, Šmartno ob Paki 12, Gostišče Jug, Dobrič 36, Planinski dom na Gori Oljki, Bezgovica (bor), Vrh Bezgovice, Domačija Pocajt, Veliki Vrh 10, Sv. Anton, Skorno pri Šoštanju 48, Domačija Skornšek, Slatina 33 | KM+M       |
| 19   | Moravška planinska pot                                       | 2               | 50         | 1.12.1996                            | Moravče, Grmače, Slivna, Vrh pri Mlinšah, Limbarska gora, Sv. Mohor, Imenje, Grad Tuštanj, Murovica, Cicelj, Sv. Miklavž, Grmače | KM         |
| 20   | Obhodnica Ratitovec                                          | 2               | 25         | 29.5.2010                            | Šavnik, Možic, Slatnik, Lajnar, Dravh, Kačji rob, Kremant, Altemaver, Planina Pečana, Planina Klom, Kosmati vrh, Gladki vrh | KM         |
| 21   | Ormoška planinska pot                                        | 3               | 50         | 11.5.1991                            | Ormož, Hum, Jeruzalem, Lahonci, Kostanj, Gomila, Ritmerk, Kogl, Vezna pot Lahonci-Ormož | KM         |
| 22   | Po poteh Andraža                                             | 1               | 23         | 6.9.1992 2001                        | Bistro Gričar, Andraž nad Polzelo 63, Domačija Vaga, Domačija Zgornji Koška, Vrh Sevčnika, Domačija Jan, Domačija pri Pepču, Vodostečna, Domačija Bajht, Rojstna hiša Neže Maurer, Kužno znamenje, Gora Oljka, Vrh Brezovec, Domačija Praprotnik, Brunški vrh, Domačija Blagotinšek | KM         |
| 23   | Po poteh kozjanskih borcev                                   | 2               | 30         | 27.4.1986                            | Artiče 21, Sromlje 26, Preskarjev mlin, Pečice 35, Osredek pri Podsredi 27, Pišece 35, Bošt 14, Bizeljska cesta 72, Bizeljsko | KM         |
| 24   | Pomurska planinska pot                                       | 55              | 312        | 22.10.1967                           | Murska Sobota - recepcija hotela Diana, Selo - Rotunda, Gornji Petrovci - gostišče Pindža, Martinje - gostilna Tromejnik, Tromejnik, Dolič - gostilna Špilak, Rogašovci - gostilna Škraban, Grad - gostilna Klement, Bodonci - gostišče Horvat, Tišina - gostilna Gjergjek, Radenci - recepcija hotela Radin, Kapela - gostilna Dunaj, Janžev vrh - v hiši nasproti otroškega vrtca, Gornja Radgona - turistična pisarna, Apače - gostilna Zver, Sv. Ana v Slov. Goricah - gostilna Eder (hišna št. 16), Zavrh 95 - v bližini stolpa pri Mariji Krajnc, Sv. Trojica - gostišče Žaba, Negova - gostišče pri cerkvi, Sv. Jurij ob Ščavnici - gostilna na trgu v središču naselja, Gomila - na domačiji v neposredni bližini stolpa, Mala Nedelja - gostilna Zadravec, Cezanjevci - gostilna Lipovec, Jeruzalem - lokalna turistična pisarna, Železne Dveri - delavnica Milana Belca, Ljutomer - hotel Jeruzalem, Ljutomer - hotel Jeruzalem, Veržej - gostilna Bobnjar, Beltinci - domačija Baligačevih (Na kamni 6), Velika Polana - dnevni bar Cvetka, Lendava - recepcija hotela Lipa, Turnišče - gostilna Škorpijon, Bukovniško jezero, turistična pisarna, Bogojina - na vratih veroučne učilnice v bližini cerkve, Moravske Toplice - recepcija termalnega zdravilišča, Murska Sobota - recepcija hotela Diana | KM         |
| 25   | Pot čez Kozjak                                               | 37              | 106        | 25.5.1969                            | Maribor–Sv. Urban, Gaj nad Mariborom–Planinski dom Kozjak na Tojzlovem vrhu, Koča na Žavcarjevem vrhu-Sv. Duh na Ostrem vrhu, Gradišče-Zg. Kapla-Sršenov vrh, Zgornja Kapla-Pongrac (cerkev sv. Pankracija na Radelci)-Remšnik, Kapunar-Radeljski potok, Sv. Jernej nad Muto-šola Branik v Bistriškem jarku, Pernice-Košenjak, Vrh Košenjaka-Planinski dom Košenjak-kmetija Očko na Goriškem vrhu-Dravograd Podroben opis v pdf datoteki | KM+I       |
| 26   | Pot gradov                                                   | 16              | 30         | -                                    | Rižana - Kubed - Hrastovlje - Zanigrad - Podpeč – Socerb – Osp - Tinjan - Rižana OPD Koper | KM         |
| 27   | Pot Istrskega odreda                                         | 9               | 18         | -                                    | Slavnik – čez Mala vrata – Velika Plešivica – Velika vrata – Mala Plešivica – Razsušica – Medvižica – Žabnik (ali Ostrič) | KM         |
| 28   | Pot kurirjev in vezistov                                     | 261             | 1086       | 13.6.1969 preurejena l. 1997         | ima 88 kontrolnih točk - podrobno na | TV         |
| 29   | Pot ob žici (Pot spominov in tovarištva)                     | 1               | 33         | 1992                                 | pot okoli Ljubljane: podrobno Trasa Arhivirano 2012-06-15 na Wayback Machine. |            |
| 30   | Pot po Svečinskih goricah                                    | 2               | 33         | 30.9.1990                            | Gradiška - Piberčnik, Brloga - kapelica, Plački vrh - Repolusk, Ciringa - Vrezner, Kopica - Kren, Špičnik - Dreisiebner, Slatinski dol - Polc, Rošpoh - Brunček | KM         |
| 31   | Ravenska pot                                                 | 6               | 13         | -                                    | V ribiški koči ob Družmirskem jezeru, pri kmetu Vrhovniku v Lokovici, pri kmetu Pušniku (Rogeljšku), pred Rotovnikovo jamo v Skornem, pri Falentu v Lajšah. | KM         |
| 32   | Razširjena slovenska planinska pot                           | 257             | 851        | 1966                                 | Podrobneje: | KM         |
| 33   | Ribniška planinska pot (Po poteh štirih brigad)              | 20              | 90         | 26.3.1987                            | Sv. Ana, Stene Sv. Ane, Grmada, Ortnek, Slemena, Mikonce, Kadice, Kračali, Kržeti, Travna gora, Ogence, Jelenov žleb, Glažuta, Grčarice, Makoš, Črni vrh, Ribnica Karta | KM         |
| 34   | Rokovnjaška pot                                              | 2               | 54         | 8.8.1998                             | Blagovica (planinski kozolec), Golčaj, Reber, Doline, domačija Baloh, Trojane, nasproti gostišča Konšek, Špilik, bivak, Češnjice, podružnična šola, Zlato polje, kmetija Trnovčan, Dupeljne, Brdo pri Lukovici, grad, Gradišče, brunarica turističnega društva, Vinje, kapelica, Limbarska gora | KM         |
| 35   | Savinjska planinska pot                                      | 46              | 110        | 15.10.1972                           | Gora, Sv. Jedrt, Pogorišče, Kadunec, Korber, Vinski vrh, Gora Oljka, Brezovec, Dom na Dobrovljah, Planinski dom na Čreti, Tolsti vrh, Sv. Jošt, Slomnik, Limovce, Črni vrh, Krvavica, Zajčeva koča, Dom pod Reško planino, Golava, Hom, Kamnik, Kotnik, Gozdnik, Kotečnik, Bukovica, Planinski dom Brnica (Vodnik po Savinjski poti - s slikami.pdf) | KM+S       |
| 36   | Sedevčičeva pot po Banjšicah                                 | 6               | 17         | -                                    | ni podatka | KM         |
| 37   | Slomškova pot                                                | 4               | 120        | -                                    | Župnišče Bizeljsko, Gostilna Rautner, Zagaj, Župnišče Bistrica ob Sotli, Domačija Narat, Križan Vrh 19 , Župnija Buče, Gostišče Banovina, Virštanj 17, Olimje 82, Rudnica, Loka pri Žusmu 27, Žusem, Kmetija Žurej-Ječovo, Javorje 32, Kmetija Franc Jožef, Slivnica pri Celju 33, Župnija Kalobje, Gostilna pri Ahacu, Stopče 31, Završe pri Grobelnem 16 , Slom, Gostišče Janez, Ponikva 38, Mežnarija Vodule, Gastruž, Špitalič pri Slovenskih Konjicah , Župnijski urad Črešnjice, Župnija Nova Cerkev | KM         |
| 38   | Slovenjegoriška planinska pot                                | 5               | 83         | 21.5.2011                            | Terme Ptuj - Grand hotel Primus, Krčevina pri Vurbergu - domačija Breg, Vurberg - v skrinjici na stavbi vaškega doma, Grmada - na vrhu, Trnovska vas - Gostišče Siva čaplja, Vitomarci - Bar Cobra, Juršinci - Bar Kaučič, Sakušak - Puhov muzej, Polenšak - Gostilna Šegula, Gorišnica - Dominkova domačija, Dolane - Gostišče Hiša usnja Herman, Markovci - Okrepčevalnica Palaska | KM         |
| 39   | Slovenska geološka pot                                       | 5               | 246        | 12.5.1984                            | Od Jezerskega preko Karavank, Julijskih Alp do Idrije. Podrobneje: | -          |
| 40   | Slovenska planinska pot                                      | 279             | 631        | 1.8.1953                             | Podrobno: |            |
| 41   | Stoperška pot                                                | 1               | 22         | 2012                                 | Stoperce - Bistro Litož, Gostilna Zelena dolina (skrinjica na ograji), Ložno (skrinjica na hiši na sedlu pod cerkvijo), Rudijev dom na Donački gori, Vikend na Kupčinjem Vrhu, Gostilna Dolina Winettu | KM         |
| 42   | Šaleška pot                                                  | 34              | 94         | 10.10.1974                           | Začetek poti je v Šaleku v gostilni Verdelj, nadaljevanje preko Paškega Kozjaka, Graške gore, Zarazborja, Gore Oljke do Velenjskega gradu | KM+Š       |
| 43   | Šentiljska pot                                               | 3               | 51         | 2001                                 | Šentilj - Slovenska ulica 11, Gradišče - Keltsko gomilno grobišče, Brod na Muri - Okrepčevalnica Brod, Sladki vrh, Kmetija Sirk - Zgornja Velka 76, Kmetija Zver - Trate 40, Marija Snežna - Zgornja Velka 38, Rajšpova gomila - Spodnja Velka 61, Lovski dom - Vranji Vrh 7, Kmetija Gaube - Jareninska cesta 51, Kmetija Eferl - Kaniža 27 Y, Kmetija Krsnik - Cirknica 28, Brloga - kapelica | KM         |
| 44   | Štajersko - zagorska pot                                     | 20              | 81         | 21.7.1968                            | Rogaška Slatina, Dolga Gora, PD na Boču, Plešivec-Partizanska bolnišnica IV. operativne cone, Rudijev dom na Donački gori, (Macelj, PD na Strahinjščici, PD na Kuna gori, Vina gora, Tabor grad), Olimje, Planinska koča Encijan, Tinska gora, Sv. Ema, Sv. Trojica, Rogaška Slatina | KM+B       |
| 45   | Transverzala Muta                                            | 1               | 25         | 24.11.1996                           | Muta, Pernice,Bistriški jarek, Sv. Jernej na Kozjaku, Bricnik, Muta Arhivirano 2012-09-03 na Wayback Machine. | KM         |
| 46   | Trška pot                                                    | 1               | 15         | 2000                                 | Šoštanjsko jezero, Vrhovnik, Pušnik, Rotovnikova jama, Falent | KM         |
| 47   | Velika Kočevska planinska pot                                | 5               | 130        | 3.10.1998                            | Koča pri Jelenovem studencu, Mestni vrh, Fridrihštajn, Livoldski vrh, Štalcerji, Žaga, Kostel, Orlek, Kuželjska stena, Borič, Krempa, Cerk, Firstov rep, Taborska stena (jama), Goteniški Snežnik, Medvedjek (žaga), Sušni vrh, Glažuta, Grčarice, Jasnica, Slovenski vrh, Ledenik, Borovec, Lovski dom koče, Nagelbihl | KM         |
| 48   | Velika Krpanova pot                                          | 4               | 91         | -                                    | Pot vodi od doline Pivke prek Javornikov (Juriščami in Lazami), čez Loško dolino pri gradu Snežnik ter se vzpne na Bloško planoto, čez Bloke na Slivnico, proti Cerknici in Rakovemu Škocjanu ter čez Kalič proti Postojni. Podrobneje: Arhivirano 2012-11-16 na Wayback Machine. | KM         |
| 49   | Via Alpina - rdeča pot                                       | 71              | 218        | -                                    | MMP Kozina, Matavun, Razdrto, Predjama, Črni vrh, Idrija, Planinska koča na Ermanovcu, Dom Andreja Žvana - Borisa na Poreznu, Dom Zorka Jelinčiča na Črni prsti, Dom na Komni, Koča pri Triglavskih jezerih, Tržaška koča na Doliču, Trenta, Dom v Tamarju, MMP Korensko sedlo |            |
| 50   | Via Alpina - vijolična pot                                   | 54              | 103        | -                                    | Tržaška koča na Doliču, Aljažev dom v Vratih, Dovje, Koča na Golici, Prešernova koča na Stolu, Roblekov dom na Begunjščici, Koča na Dobrči, Tržič, Dom pod Storžičem, Zgornje Jezersko, MMP Jezersko |            |
| 51   | Vorančeva pot                                                | 5               | 15         | -                                    | Mokronog – Smetovšče – Sv. Vrh – Pavla vas – Malkovec – Zgornje Vodale – Telče – Pijana gora (Gorenje Dole – Dolenje Dole – Škocjan – Zbure – Smetovšče – Mokronog) do Pijane gore oz. po krožni poti in skozi Škocjan 21,2 km). | KM         |
| 52   | Zasavska planinska pot                                       | 55              | 188        | 1.5.1960                             | Bizeljsko, Grad Podsreda, Bohor, Lisca, Lovrenc, Kozje, Kopitnik, Gore, Šmohor, Kal, Mrzlica, Partizanski vrh, Čebine, Vrhe, Čemšeniška planina, Zasavska gora, GEOSS, Janče, Ostrež, Kum | KM+Z       |
| 53   | Ljubljanska mladinska pot                                    | 13              | 28         | 17.10.1965                           | Medno, Šmarna Gora, Rašica, Medgeška koča, Domžale, Ihan, Tabor, Trojica, Cicelj, Sv. Miklavž, Jevnica, Janče, Prežganje, Vel. Trebeljevo, Kucelj, Polica, Grosuplje, Taborska jama, Turjak, Kurešček, Krvava peč, Iški Vintgar, Krim, Rakitna, Pekel, Pokojišče, Verd, Vrhnika, Planina, Sv. Trije kralji, Koreno, Polhov Gradec, Grmada, Tošč, Dom na Govejku, Topol, Slavkov dom, Medno | KM+M       |
| 54   | Trdinova pot                                                 | 6               | 150        | 21.5.1967                            | Novo mesto, Frata, Soteska, Rog (BAZA 20), Gače, Mirna gora, Smuk, Jugorje, Trdinov vrh, Kostanjevica, Pleterje, Otočec, Trška Gora, Novo mesto | KM+T       |
| 55   | Vrhovi prijateljstva (prej Pot prijateljstva treh dežel)     |                 |            | 6.8.1972 podvojena preimenovana 1996 | 60 KT od tega 20 KT v Sloveniji: Bavški Grintavec (2347 m), Jalovec (2645 m), Krn (2244 m), Prisojnik (2547 m), Razor (2601 m), Rombon (2208 m), Škrlatica (2740 m), Triglav (2864 m), Veliko Špičje (2398 m), Grintovec (2558 m), Jezerska Kočna (2540 m), Mrzla gora (2203 m), Ojstrica (2350 m), Raduha (2062 m), Storžič (2132 m), Olševa (1929 m), Stol (2236 m), Porezen (1630 m), Ratitovec (1667 m), Veliki Snežnik (1796 m), 20 KT v Avstriji: Mittagskogel (2143 m) - Kepa, Latschur (2236 m), Reißkofel (2371 m), Spitzegel (2119 m), Polinik (2332 m), Hochstadel (2680 m), Keeskopf (3081 m), Petzeck (3283 m), Polinik (2784 m), Salzkofel (2493 m), Scharnik (2655 m), Sadnig (2745 m), Sonnblick (3106 m), Hafner (3076 m), Säuleck (3085 m), Großglockner (3797 m), Hochalmspitze (3360 m), Hohe Geisel (2974 m) - Vorderer Gesselkopf, Grosser Rosennock (2440 m), Klomnock (2326 m) in 20 KT v Italiji: Amariana (1905 m), Creta Grauzaria (2065 m), Monte Sernio (2187 m), Zuc dal Bôr (2195 m), Avanza (2489 m), Monte Peralba (2693 m) - Hochweißstein, Monte Cavallo di Pontebba (2239 m) - Roßkofel, Monte Zermula (2143 m), Monte Coglians (2780 m) - Hohe Warte, Creta Forata (2462 m), Monte Canin (2587 m) - Kanin, Cimone del Montasio (2379 m) - Strma peč, Jôf di Montasio (2753 m) - Špik nad Policami (Montaž), Grande Nabois (2313 m) - Nabojs, Jôf Fuart (2666 m) - Viš, Due Pizzi (2046 m) - Dve špici, Jôf di Miezegnot (2087 m) - Poldašnja špica, Ponza Grande (2274 m) - Visoka Rateška Ponca, Chiampon (1709 m), Pramaggiore (2479 m) | -          |
| 56   | Jezerska planinska pot                                       | -               | -          | 1972                                 | 20 KT: Češka koča (1543 m), Slap Čedca, Goli vrh (1787 m), Pristovški Storžič (1759 m), Virnikov Grintovec (1654 m), Veliki vrh (1742 m), Kozji vrh (1628 m), Stegovnik (1628 m), Stara Nemška pot na Ledine, Planinski dom na Kališču (1540 m), Cojzova koča na Kokrskem sedlu (1793 m), Žmitkov špic (1124 m), Frischaufov dom na Okrešlju (1378 m), Kranjska koča na Ledinah (1700 m) | KM         |
| 57   | Badjurova krožna pot                                         | 21              | 90         | 30.6.1974                            | Renke, Ostrež, Velika Preska, Javorski Pil, Tisje, Bogenšperk, Javorje, Pristava, Obolno, Janče, Zagorica, Cicelj, Vrh Sv. Miklavža, Slivna, GEOSS, Vače, Slemšek, Cvetež, Zasavska sv. gora, Rovišče | KM         |
| 58   | Sevniška planinska pot Pot Lojza Motoreta                    | 4               | 105        | 4.7.1975                             | Sevnica, Brunk, Šentjanž, Veliki Cirnik, Gabrijel pri Krmelju, Tržišče, Malkovec, Telče, Pijana gora, Gorenje Dole, Dolenje Dole, Okič, Sleme, Bučka, Jarčji Vrh, Marjetičev mlin, Sela, Križe, Hubajnica, Zabukovje, Planina, Lisca, Loka pri Zidanem mostu | KM         |
| 59   | Pot prijateljstva Snežnik-Snježnik                           | 6               | 60         | 6.7.1975                             | ni podatka | KM         |
| 60   | Pot Vrhnika - Triglav                                        | 6               | 150        | 19.7.1975                            | Vrhnika, Smrečje, Brebovnica, Gorenja vas, Hotavlje, Blegoš, Zali log, Soriška planina, Bohinjska Bistrica ( Nemški Rovt ), Uskovnica, Studorski preval, Vodnikova koča, Kredarica, Triglav | KM         |
| 61   | Po gorah okoli Solčave                                       | 7               | 50         | 22.8.1975                            | 14 obveznih in 4 neobvezne KT (ni podatka) | KM         |
| 62   | Kranjski vrhovi                                              | 10              | 150        | 4.7.1976                             | 20 vrhov in 6 postojank (ni podatka) | KM+YU      |
| 63   | Bohinjska planinska pot                                      | 12              | 170        | 15.7.1977 2007                       | Ratitovec, Krekova koča, Šavnik, Kobla, Črna prst-planinski dom, Planina pod Liscem-Orožnova koča, Rodica, Vogel-koča Merjasec, Vogel, Vrh nad Škrbino, Mahavšček, Koča pod Bogatinom, Dom na Komni, Dolina Triglavskih jezer-planinski dom, Mala Tičarica, Veliko Špičje, Zelnarica, Kanjavec, Koča na Doliču, Koča Planika, Triglav, Tosc, Vodnikov dom, Veliki Draški vrh, Viševnik, Javorjev vrh, Galetovec, Pokljuka-Vodnikov razglednik, Rojstna hiša Luka Korošca na Koprivniku, Koča na Uskovnici, Rudnica, Koča v Vojah, Pl. dom na Vogarju, Pl. dom na Pl. ob jezeru, Pršivec, Jezerski stog, Debeli vrh | KM         |
| 64   | Notranjska planinska pot                                     | 10              | 330        | 26.8.1978                            | Planina nad Vrhniko, Vrh Sv. Treh kraljev, Medvedje brdo, Javornik, Sv. Lovrenc, Predjama, Nanos, Vremščica, Rabor, Sviščaki, Snežnik, Grad Snežnik, Racna gora, Nova vas, Slivnica, Pokojišče, Kališe, Vrhnika | KM+N       |
| 65   | Trimčkova pot Kočevje                                        | 4               | 12         | 1.5.1980                             | Kočevje, Livoldski vrh, Frihštajn, Požgani hrib, Mestni vrh, Jelenov studenec | KM         |
| 66   | Bratska planinska pot Ljubljana - Zagreb                     | 23+10           | 170        | 19.10.1980                           | ni podatka | KM+LJ-ZG   |
| 67   | Cerkniška transverzala                                       | 3               | 45         | 19.10.1980                           | Veliki Javornik, Špičasto Stražišče, Slivnica, Križna gora | KM         |
| 68   | Vrhniška kurirska planinska pot                              | 13              | 100        | 1980                                 | Vrhnika, Mirk, Retovje, Češnjice, koča na Dolgih talih, kurirske postojanka TV 17, Jerinovec, Štampetov most, Raskovec, Stari maln, mimo Lintverna, zavetišče na Planini | KM+V       |
| 69   | Pot spominov NOB občine Hrastnik                             | 2               | 60         | 26.4.1981                            | Hrastnik, Krnice, Kovk, Pl. dom Gore, Kopitnik, Turje, Marno, Brezno, Zavrate, Zg. Rečica, Sp. Kal, pl. dom na Kalu, Vrhar, Boben, Studence, Dol pri Hrastniku | KM+zvezda  |
| 70   | Po poteh borb in zmag Gorjanci - Bohor                       | 3               | 60         | 25.5.1982                            | Podbočje, Planina, Černeča vas, Oštrc, Prekopa, Slinavce, Kostanjevica in Krško, Zdole, Kostanjek, Koprivnica, Jelše, pl. dom na Bohorju, Zajelše, Ložice, Senovo | KM+Triglav |
| 71   | Papirniška pot (Vevška pot)                                  | 3               | 30         | 22.9.1982                            | Besnica pri Pečarju, Žagarski vrh, Pugled, Mali Vrh, Trebeljevo, Prežganje, Volavlje, Janče, Pečar | KM         |
| 72   | Logaška planinska pot                                        | 3               | 67         | 10.7.1983                            | Logatec, Lom, Dolga dolina, Ravnik, Jakovica, Grčarevec, Tičnica, Gor. Logatec, ruska rajda, Cajnar, S. Barbara, Kozji vrh, Medvedje brdo, Kamnikov grič, Sv. Trije kalji, Smrekovec, do Ulovke, Križev grič, Logatec | KM+L       |
| 73   | Kamniška planinska pot                                       | 8               | 140        | 23.7.1983                            | ni podatka | KM         |
| 74   | Po poteh Vinske Gore                                         | 2               | 25         | 24.7.1983                            | Obirc, Kranc, Gonžarjeva peč, Radojč, Ramšakov vrh, Lovska koča, Vinska Gora, Kmetija Vovk, Gorjak, Bunker, Dolina, Razgorce, Lopnik, Obirc | KM         |
| 75   | Planinska pot XIV. divizije                                  | 6               | 180        | 25.5.1984                            | Sedlarjevo Buče, Žeče, Pilštanj, pl. dom na Bohorju, Planina, Prapretno, Ojstrež, Lisca, Lovrenc, Sv. Miklavž, Vrh nad Laškim, Svetina, Prožinska vas, Opoka | KM+XIV     |
| 76   | Po vrhovih okoli Križkih podov                               | 4               | -          | 14.9.1985 2002                       | Pogačnikov dom (2052 m), Razor (2601 m), Planja (2453 m), Križ (2410 m), Stenar (2501 m), Bovški Gamsovec (2392 m), Pihavec (2419 m) in neobvezni Škrlatica (2740 m), Dolkova špica (2591 m) | KM         |
| 77   | Belokranjska partizanska pot                                 | -               | -          | 1985                                 | Metlika (Pungart), Rakovec, Radovica, Suhor, Smuk, Semič, Mirna gora, Črnomelj, Dobliče, Stari trg ob Kolpi, Vinica, Dragatuš, Adlešiči, Podzemelj, Gradac, Metlika | KM         |
| 78   | Grosupeljska planinska pot                                   | 4               | 80         | 25.10.1986                           | Grosuplje, Pugled, Šmarje-Sap, Gora, Sp. Slivnica, Limberk, Stari grad, Čušperk, Ilova gora, Polževo, Višnja gora, Kucelj, Grosuplje | KM+G       |
| 79   | Pohod po bovških razglednikih in mejnikih                    | 16              | -          | 1986                                 | Rombon, V. Črnelska špica,Prestreljenik, Stol, Krasji vrh, planina Golobar, Svinjak, Zadnjiški Ozebnik, Kanin, Laška planja, Krn, Triglav, Bavški Grintavec, Jalovec, Mangart, Jerebica | KM         |
| 80   | Polhograjska planinska pot                                   | 4               | 80         | 12.5.1987                            | Polhov Gradec, Polhograjska gora, Tošč, Selo, Pasja ravan, Sivka, Srednji vrh(Špilj), Setnik, Kožljek, Koreno, Ključ, Babna gora, Polhograjska Grmada, Polhov Gradec, Kalvarija, Mali vrh, Črni vrh | KM         |
| 81   | Transverzala PD RTV Ljubljana                                | 12              | -          | 1.10.1988                            | Pot povezuje oddajnike: Beli križ, Slavnik, Skalnico, Peč, Nanos, Krim, Krvavec, Plešivec, Kum, Trdinov vrh, Pohorje, Boč | KM         |
| 82   | Transverzala Storžič                                         | 2               | 30         | 18.6.1989                            | Bašelj, Kališče, Bašeljski vrh, Mačensko sedlo, Mali Grintavec, Srednji vrh, Javorjev vrh, Potoška gora, Sv. Jakob, Preddvor | KM         |
| 83   | Tržiška planinska pot                                        | 6               | 60         | 1992                                 | Dobrča, Begunjščica, Vrtača, Košutica, Veliki vrh, Kladivo, Košutnikov turn, Stegovnik, Tolsti vrh | KM         |
| 84   | Poštarska jamska pot                                         | 6               | -          | 1.1.1993 2005                        | točkovna: 28 obveznik KT Žegnana jama, Lubniški kevderc, Laze, Jakovica, Jama Mačkovica, Jama treh bratov, Stota jama, Jama na Milah, Skednena jama, Vranja jama, Najdena jama, Mrzla jama, Lintvern, Škadovnica, Katavotroni, Kališe, Rakov Škocjan, Škocjanske jame, Taborska jama, Matjaževa jama, Gradišnica, Velika Karlovica, Močilnik, Unška koliševka, Planinska jama, Jama Pekel, Jama Tentera, Dantejeva jama, | KM         |
| 85   | Pohorska planinska pot                                       | 1               | -          | 17.9.1994                            | ni podatka | KM         |
| 86   | Pot slovenskih legend                                        | 15              | -          | 28.8.1996 1998                       | Pot je točkovna: Ljubljanski grad, Šmarna gora, Jetrbenk, Pasja ravan, Sv. Jurij nad Hruševim, Lintvern, Planinska gora, Jakovica, Kališe, Velika Karlovica, Mareček, Limbarska gora, Mengeška koča, Škadovnica, Osovnik, Kamplov hrib, Ostrež, Pristava nad Stično, Gore nad Idrijo, Bukovo, Dantejeva jama pri Zatolminu, Svetina, Rifnik, Mirna gora, Gabrče pri Senožečah, Gradišče pri Lukovici, Skalnica, Kum, Brestanica, Gradišče pri Divači, Žegnan jama, Boč | KM         |
| 87   | Ruška planinska pot                                          | 2               | -          | 1.9.1996                             | Ruše, po dolini Lobnice, Šumik, Klopni vrh, Osankarica, Žigartov vrh, Ruška koča, Hotel Zarja, Mariborska koča, lovski dom Pečk | KM+R       |
| 88   | Komendska planinska pot                                      | 3               | 50         | 2.5.2001                             | Sv. Lenart, Mokrica, Kalški greben,... | KM         |
| 89   | Rečiška planinska krožna pot                                 | 2               | 36         | 2002                                 | Laško-Hum, LK Govce, Govško brdo, Baba, Ostri vrh, pl. dom na Kalu, Mrzlica, Dom na Šmohorju, Laško | KM         |
| 90   | Vezna pot po okoliških vrhovih doma Valentina Staniča        | 3               | -          | 2002                                 | Sp.Vrbanova špica, Visoka Vrbanova špica, Dom Valentina Staniča, Cmir, Rjavina, Begunjski vrh | KM         |
| 91   | Križem kražem po Posavskem hribovju                          | 20              | -          | 1.4.2005                             | 64 KT, podrobneje: | KM         |
| 92   | Kostelska planinska pot                                      | 1               | 22         | 26.5.2012                            | Potok (225 m), Stružnica (665 m), Kuželjska stena (874 m), Rake (550 m), Laze (320 m), Kosa (480 m) | KM         |
| 93   | Kurirska pota Dolomitov                                      | 2               | 25         | 1.9.2005                             | Slavkov dom (396 m), Jetrbenk (775 m), Sv. Jakob (806 m), Gostilna Dobnikar (Topol 1), Grmada (898 m), Tošč (1021 m), Obrtniški dom na Govejku (727 m), Osolnik (858 m) | KM         |
| 94   | Iz Geometrijskega središča Slovenije na 100 slovenskih vrhov | 40              | -          | 23.4.2006                            | - | KM         |
| 95   | Po planinskih kočah Slovenije                                | 80              | -          | 1.1.2007                             | 153 KT | KM         |
| 96   | Pot Karla in Žige Zoisa                                      | 2               | -          | 2008                                 | Brdo pri Kranju, Preddvor, Kališče, dom Čemšenik, v dolino Kokre, Cojzova koča, dom na Gospincu-Krvavec | KM         |
| 97   | Polžkova pot                                                 | 2               | -          | 1.5.2009                             | Okoli Rogaške Slatine | KM         |
| 98   | Pot MDO primorsko-notranjskih PD                             | 11              | 330        | 1.6.2010                             | Vipava, Gradiška tura, Nanos, Vremšcica, Veliki Snežnik, preko Brkinov, Kokoši in Slavnika v Slovensko Istro, Sečovlje | KM         |
| 99   | Polzelska planinska pot                                      | 2               | 40         | 1.8.2011                             | Polzela, Jug, Gora Oljka, Brunški vrh, Topolovec(Gričar), Vaga, vrh Sevčnika, Kadunec, Založe (Korber), Polzela (Šenek), Vinski vrh | KM         |
| 100  | ALJAŽEVA pot od doma do doma                                 | 9               | 200        | 4.7.1998                             | Zavrh , Šmarna Gora, Smlednik-Sv. Urh, Hraše-Sv. Jakob, Voklo-Sv. Jernej, Sr. Vas-Sv. Katarina in Radegunda, Dom Kokrskega odreda na Kališču, Storžič, Koča na Kriški gori, Tržič-cerkev Marijinega oznanjenja, Dobrava-Povišanje Sv. Križa, Brezje-Bazilika Marije pomagaj, Begunjščica-Veliki vrh, Dom na Zelenici, Stol, Prešernova koča na Stolu, Koča na Golici, Velika Golica, Dovška Baba, Dovje-grob Jakoba Aljaža, Dom Valentina Staniča, Triglavski dom na Kredarici, Triglav, Aljažev dom v Vratih | KM         |
| 101  | Vitovška pot                                                 | 1               | -          | -                                    | Vitovlje, pot po stopnicah na Vitovlje, Cerkev sv. Duhu oz. Materi Božji, Kopitnik, Sekulak, Lipovca, Vitovlje | KM         |
| 102  | Kunaverjeva pot                                              | 1               | -          | 2008                                 | Rakek, Rakovško polje, Mali naravni most,Rakov Škocjan, Veliki naravni most, Rakek | KM         |
| 103  | Po miru v Posočju                                            | 5               | 100        | 30.6.2007                            | Log pod Mangartom pri vhodu v rudniški jašek, imenovanem Štoln, Ravelnik, Čelo, Zaprikraj, Mrzli vrh, in Drežnica, Kobarid, Livek, Kolovrat, konča se pri muzeju na prostem na Mengorah v bližini Mosta na Soči | KM         |
| 104  | Deset vrhov Ljubljane                                        | 10              | -          | 2004                                 | Staneta Kosca na Rašici, Šmarna gora, Toško Čelo, Katarina nad Medvodami, Koreno nad Horjulom, Krim, Kurešček, Mali Lipoglav, Janče in Žagarski vrh | KM         |
| 104  | Tematske poti na Loškem                                      | 22              | -          | 2004                                 | 22 različnih veznih in krožnih poti | KM         |

Opomba:
- KM pomeni Knafelčeva markacija
- KT pomeni Kontrolna točka